# Dudki (Mykanów)
Dudki is een dorp in de gemeente Gmina, in het zuiden van Polen. Het dorp ligt 12 kilometer ten noorden van Częstochowa en 74 kilometer ten noorden van Katowice. Het telt 86 inwoners.